# Національний прапор
Національний прапор (державний прапор) — власне, прапор, стяг, корогва, значок, що виконує роль офіційного символу є прапором, що символізує країну. Прапор може бути піднятий громадянами країни на своїх будинках в честь державних свят або інших визначних подій.
Споконвіків державний прапор був однією з найвищих і шанованіших святинь. Прапор символізував єдність земель і племен; прапор сконсолідував міста і краї в державу, а духовно й історично близькі етноси — в націю. Під прапором воїни вирушали в похід, з прапором виступали на захист своєї батьківщини, прапор символізував стабільність держави й урочистість тих чи інших всенародних подій, свят та ритуалів.
В сучасному вигляді — це полотнище одного або поєднання кількох кольорів, форми й розміру з написом, прикрасою, певним зображенням.